# Rudolf Fritsch (Tiermediziner)
Rudolf Fritsch (* 25. April 1928 in München) ist ein deutscher Veterinärmediziner und ehemaliger Hochschullehrer. Er gilt als der Begründer der modernen Veterinäranästhesie im deutschsprachigen Raum.

## Biografie
Fritsch studierte von 1948 bis 1953 Veterinärmedizin an der Ludwig-Maximilians-Universität in München. Nach der Promotion 1954 war er dort zunächst wissenschaftlicher Assistent, seit 1961 Oberarzt in der Groß- und Kleintierchirurgie.
Mit dem Lehrbuch Die Narkose der Tiere schuf er zusammen mit seinem Doktorvater Melchior Westhues 1960/61 ein erstes Standardwerk der veterinärmedizinischen Anästhesiologe.
Nach der Habilitation im Jahre 1963 erfolgte 1980 die Berufung an den Lehrstuhl für Veterinärchirurgie der Justus-Liebig-Universität Gießen, wo er bis zu seiner Emeritierung 1992 blieb. Unter seinem Mitwirken erfolgte eine Modernisierung der Klinik, darunter die Sanierung des Chirurgiegebäudes, welches vor allem für Großtiere geeignet war, in eine adäquate Klein- und Großtierchirurgie. Dies beinhaltete die erste Nutzung eines Ultraschallgeräts in der Kleintiermedizin in Deutschland.
Außerhalb der Lehrtätigkeit war Fritsch auch 1986 bis 1992 als Vorsitzender der Veterinärmedizinischen Abteilung der Oberhessischen Gesellschaft für Natur- und Heilkunde sowie 1988 bis 1989 als Vorsitzender der Fachgruppe Kleintierkrankheiten der Deutschen Veterinärmedizinischen Gesellschaft beschäftigt.
1992 trat der mehrfache Familienvater und Großvater in den Ruhestand.

### Ehrungen
1990 erhielt Rudolf Fritsch die Friedrich-Müssemeier-Medaille der Humboldt-Universität Berlin.
Seit 1995 ist er „Founding Diplomate“ (Grandfather) des European College of Veterinary Anaesthesia, 2004 erhielt er zudem den Titel des „Honorary Diplomate“.

## Lehrbücher
- mit Melchior Westhues: Die Narkose der Tiere. Band I. Lokalanästhesie. Berlin, Hamburg, Parey 1960
- mit Melchior Westhues: Die Narkose der Tiere. Band II: Allgemeinnarkose. Berlin, Hamburg, Parey 1961[5]
- mit Martin Gerwing: Sonographie bei Hund und Katze. Stuttgart, Enke 1993[6]